# Vladimir Katchalov
Pour les articles homonymes, voir Katchalov.
Vladimir Iakovlevitch Katchalov né le 27 juillet 1890 dans l'Empire russe et mort le 4 août 1941 en URSS est un militaire soviétique, lieutenant-général.

## Biographie
En 1911, il rejoint l'Armée impériale russe. En 1914, il est nommé lieutenant, il participe à la Première Guerre mondiale sur le Front roumain comme commandant de compagnie.
En 1918, il rejoint l'Armée rouge. Il participe à la guerre civile russe. En 1920, il devient chef du quartier général de la 2e Armée de cavalerie.
Durant la Seconde Guerre mondiale, en juin 1941, il commande la 28e armée. Il participe à la bataille de Smolensk (1941). Le 4 août 1941, il décède sur le front.

## Décorations
- 2 Ordre du Drapeau rouge (1921, 1938)
- Ordre de la Guerre patriotique (1965, à titre posthume)